# Божићни колач
Божићни колач је врста колача, често воћног колача, који се служи у време Божића у многим земљама.

## Регионалне варијанте
Божићни колач је енглеска традиција која је почела са припремом каше од шљива. Традиционална енглеска божићна торта се прави од влажних Занте рибизла, султанаца (златних сувог грожђа) и сувог грожђа које су натопљене ракијом, румом, вискијем или шеријем. Торта може бити прекривена слојевима марципана, затим глазуром и обично је украшена, често карираним тракама и божићним или новогодишњим мотивима.
Шкотски специјалитет је традиционална божићна торта - Whisky Dundee. Као што име говори, торта је настала у Дандију, а прави се од шкотског вискија. Ту је и шкотска црна лепиња, по сличном рецепту са вискијем и често семенкама кима, која се једе за Хогманај.
Осим кандираних трешања, неки рецепти за божићне колаче захтевају анђелику за зелену боју.
Новчићи су такође повремено додавани у божићне колаче, као и божићне пудинге као комаде за срећу. Уобичајени избори били су сребрни тродимензионални комад, или шест пенија, понекад умотан у масну папирну амбалажу.
У Сједињеним Америчким Државама неки људи поклањају воћне колаче за Божић, али се такви колачи не зову божићни колачи.
У Индији, божићни колачи су традиционално воћни колач са много варијанти. Алахабади колач је познат по свом богатом укусу и текстури. Многе мање и традиционалније хришћанске пекаре додају алкохол, обично рум, у колач.
У Шри Ланки, божићни колачи користе сируп од некристализованог шећера уместо уобичајеног шећера од трске и колачи садрже зачине попут мушкатног орашчића, цимета и црног бибера.
У Јапану се божићни колач традиционално једе на Бадње вече. Божић је веома популаран секуларни празник за посластичарнице у Јапану, а јапански божићни колачи се праве са широким избором укуса, састојака и боја. Типична посластица који се прави у Јапану је једноставна сунђер торта, преливена шлагом, често украшена јагодама и обично преливена божићним чоколадицама или сезонским воћем, и украшена мотивом Деда Мраза. Божићне колаче овог стила је првобитно објавила Фујииа, а популаризоване су када су почеле са продајом у Гинзи, централној комерцијалној четврти у Токију. То је било у време када је Јапан пролазио кроз огромне таласе вестернизације, посебно од стране више елитне класе. Делови више класе, који су генерално били веома прозападно оријентисани, уживали су у десертима у западном стилу. Као десерт у западном стилу, божићни колачи су били повезани са идејом западне модерности и друштвеног статуса. Стога је био велики хит када су божићни колачи комерцијализовани и постали приступачнији широј јавности. Различити облици и стилови божићних колача се продају у безбројним кондиторским продавницама у земљи; колачи више нису везани за традиционални облик округлих белих колача са јагодама и Деда Мразом на врху. Божићни колачи су данас симбол ритуала прославе Божића; конкретно, чин дељења торте са породицом или пријатељима.
На Филипинима, божићни колачи се праве са мацерираним орасима или су воћни колачи прављени под британским утицајима. Оба су натопљена великим количинама ракије или рума помешаног са једноставним сирупом од палминог шећера и воде. Још једна традиционална филипинска божићна торта је crema de fruta, која је бисквит пресвучен слатким кремом или шлагом, желатином или гуламаном (агар), и разним конзервираним или свежим воћем, укључујући манго, ананас, трешње и јагоде.
На Кипру, божићни колач је сличан Великој Британији и служи се на Божић. То је прва посластица коју мештани послужују својим гостима.
У Немачкој је популаран штолен, традиционални немачки воћни колач. Током божићне сезоне, назива се и Weihnachtsstollen или Christstollen.
У Италији се за Божић традиционално једе панетоне, слатки хлеб од киселог теста са израженим обликом куполе. Садржи суво грожђе и кандирано цитрусно воће и припрема се педантно током неколико дана. Пандоро је типичан веронски производ. Сличан је британском воћном колачу, али мање висок и мрвљиви.
У Француској, Белгији, Швајцарској, Француској Канади, Луксембургу и Либанутрадиционални божићни колач се зове Bûche de noël. То је лагани бисквит прекривеи слојем креме од путера са укусом чоколаде, кафе и Гранд Марниера. Не садржи воће.
У Португалу и Бразилу, Боло Реи, што се на преводи као „краљевски колач“, је традиционална португалска и бразилска божићна торта. Обично се конзумира током божићног периода и познат је по свом богатом и слатком укусу. Колач је округлог облика са рупом у средини, налик на круну. Често се украшава кандираним воћем, орасима и шећером у праху.
У Португалу је популарна традиција укључити боб у торту. Ко нађе пасуљ у својој кришки, сматра се да ће имати среће у наредној години. Поред тога, у торти се понекад крије мала ситница или фигурица, а за особу која га пронађе каже се да је „краљ“ или „краљица“ прославе.